# Jacob-Sigisbert Adam
Jacob-Sigisbert Adam (Nancy, 28 ottobre 1670 – Nancy, 6 maggio 1747) è stato uno scultore francese.

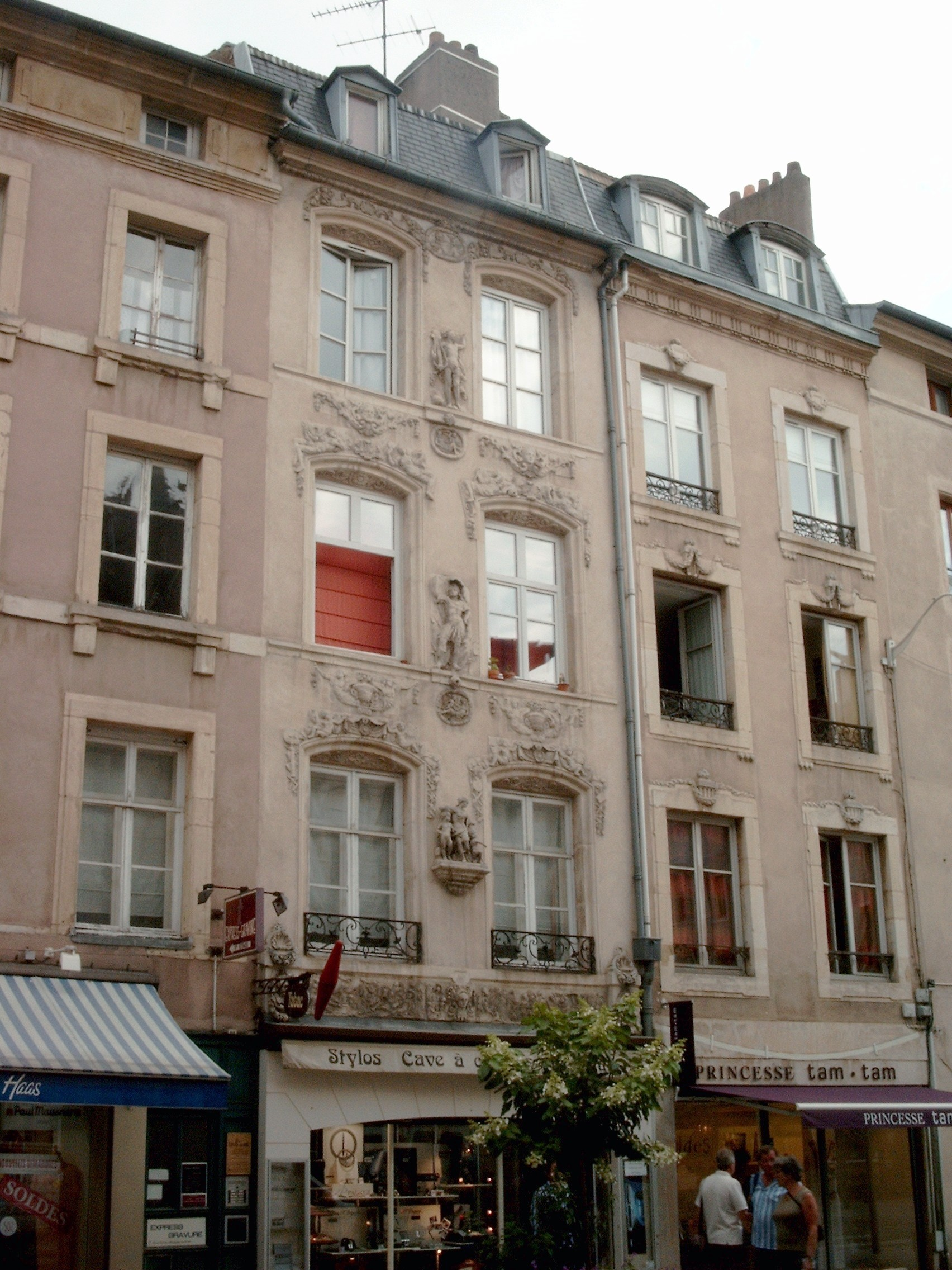
Maison des Adam a Nancy

Figlio di Lambert Adam e padre di Lambert-Sigisbert, Nicolas Sébastien e François-Gaspard-Balthazar.
Fu l'autore di varie statue per Leopoldo di Lorena e di numerosi lavori in terracotta ed in legno.